# ميخايلو باساراب
ميخايلو باساراب (بالأوكرانية: Басараб Михайло Васильович)‏ هو لاعب كرة قدم أوكراني في مركز الدفاع، ولد في 28 مارس 1988 في جمهورية أوكرانيا الاشتراكية السوفيتية في الاتحاد السوفيتي. لعب مع FC Spartak Ivano-Frankivsk ‏.

## وصلات خارجية
- ميخايلو باساراب على موقع اتحاد أوكرانيا (الإنجليزية)
- ميخايلو باساراب على موقع قاعدة بيانات كرة القدم.إي يو (الإنجليزية)